# Bembecia dispar
Bembecia dispar is een vlinder uit de familie wespvlinders (Sesiidae), onderfamilie Sesiinae.
Bembecia dispar is voor het eerst wetenschappelijk beschreven door Staudinger in 1891. De soort komt voor in het Palearctisch gebied.